# Raffaele Fabretti
Raffaele Fabretti (Urbino, 3 luglio 1620 – Roma, 7 gennaio 1700) è stato uno storico e archeologo italiano.

## Biografia
Romano di nobili origini marchigiane, si trasferì a Roma per i suoi studi di diritto. Entrò giovanissimo nell'amministrazione dello Stato Pontificio con incarichi diplomatici e di magistratura. Salì nella gerarchia amministrativa fino all'incarico di delegato alla Marca Pontificia. Preferì a quel punto dedicarsi agli studi di storia e archeologia per i quali ha lasciato pregevoli opere, di cui si ricordano quelle sugli acquedotti romani e sulla Colonna Traiana. Assunse la carica di soprintendente agli scavi delle catacombe e della zona dell'Agro Romano intorno all'Appia Antica, fino ai Castelli Romani. Per tutta la vita fu un attento antiquario e collezionatore di epigrafi.
Dalla sua biografia sappiamo che amava passeggiare e sostare con il suo cavallo "Marco Polo" e il suo amico matematico ed astronomo francese Adrien Auzout nella zona retrostante la Villa dei Quintili sull'Appia Antica, di cui fu Soprintendente ("alle Sacre Reliquie", per via delle catacombe) e che studiò attentamente, redigendo preziosi ed unici rilievi topografici. Si dedicò alla ricerca sul campo, con numerose scoperte e formò numerosi allievi, che fondarono dopo la sua morte i primi corsi di archeologia della nuova università detta "Sapienza". Fu consigliere culturale di tre pontefici e tra gli ispiratori della fondazione del movimento letterario dell'Accademia dell'Arcadia, alla cui segreteria chiamò un suo giovane protetto, il Giovanni Mario Crescimbeni, a cui dobbiamo la biografia del Fabretti. Frequentò i circoli della regina Cristina di Svezia.
La sua casa di Borgo Pio divenne un salotto intellettuale europeo, in cui gli studiosi di passaggio trovavano ospitalità e stimoli culturali. Sappiamo che uno dei suoi amici preferiti era un matematico francese con cui compiva lunghe passeggiate discettando di meccanismi e misurazioni, una delle passioni intellettuali dell'epoca. Fu per molti anni custode degli Archivi Segreti di Castel Sant'Angelo. Fu per molti anni Canonico di San Pietro, con il titolo di monsignore, e si mantenne celibe come d'uso all'epoca. Morì ottantenne dopo aver preso un raffreddore per aver voluto passeggiare in carrozza nel freddo della via Nomentana a Roma.
La sua tomba e il suo busto sono collocati nella Basilica di Santa Maria sopra Minerva, nella navata di sinistra. Il suo lascito di epigrafi costituisce il nucleo centrale del Museo del lapidario di Urbino, che si trova al piano terra del Palazzo Ducale di Urbino. 
Esiste a Roma la Fondazione Raffaele Fabretti, con sede in via Nicola Salvi 68, curata dagli ultimi discendenti della sua famiglia (Giorgio Fabretti), che ha promosso convegni sul Fabretti presso il Pio Sodalizio dei Piceni (nelle vicinanze della Piazza Navona). Hanno raccolto opere e materiali biografici su Raffaele Fabretti: il Pontificio Istituto di Archeologia Cristiana (in Vaticano), l'Università di Urbino (Prof. Mario Luni), il Pio Sodalizio dei Piceni (in Roma), la Fondazione "Fondo Fabretti" (in Roma), la Fondazione "Raffaello" (in Urbino), l'Accademia Americana di Roma (nei pressi del Gianicolo).

## Opere
- (LA) Raffaele Fabretti, De Aquis et Aquaeductis Veteris Romae, Roma, Typis Ioannis Baptistæ Bussotti, 1680. URL consultato il 31 marzo 2019.
- (LA) Raffaele Fabretti, De columna Traiani syntagma, Roma, Ex officina Nicolai Angeli Tinassij, 1683. URL consultato il 31 marzo 2019.
- (LA) Raffaele Fabretti, Inscriptionum antiquarum quae in aedibus paternis asservantur explicatio et additamentum, Roma, ex officina Dominici Antonii Herculis, 1699.